# 沖ノ島 (千葉県)
沖ノ島（おきのしま）は、千葉県館山市の館山湾にある陸繋島。かつては本土（房総半島）と離れていたが、1923年（大正12年）9月1日に発生した関東大地震の際に地盤が隆起し、その後、約200メートルの砂州で地続きとなった。
現在では「歩いて渡れる無人島」として観光地化されており、夏は海水浴が行なわれる。自然環境区域として南房総国定公園の一部に指定されており、島の大半を沖ノ島公園として館山市役所が整備している。

## 地理
島の周囲は約1キロメートル、面積は約4.6ヘクタール。東西300メートル、南北200メートル程度で、海抜は12.8メートル。
かつては東にある鷹ノ島（鷹之島、現在の鷹ノ島公園）とともに、四方を海に囲まれていた。鷹ノ島は浅瀬を埋立造成して軍用飛行場が1930年（昭和5年）に建設され、本土に取り込まれた。この飛行場は館山海軍航空隊が使用し、現在は館山航空基地となっている。地盤の隆起によって潮の流れが変化したため、陸地に取り込まれた鷹ノ島と沖ノ島との間に砂が堆積するようになり、沖ノ島は陸繋島となった。沖ノ島の周囲の磯には2,000万年前につくられた堆積岩地層や岩がむき出しとなり、隆起を繰り返した歴史を見ることができる。沖ノ島も東京湾要塞の一部であり、現在も残る洞窟は、海上監視のため人工的に掘られた地下壕である。
南房総は暖流である黒潮が通るため、海岸林や海洋生態系は温暖な海水の影響を受けている。沖ノ島周辺海域にはサンゴが生息し、「サンゴの北限域」としても知られている。

## 沖ノ島公園
沖ノ島公園（おきのしまこうえん）は、南房総国定公園の指定を受けている自然環境区域。敷地は財務省千葉財務事務所から無償貸付を受けている。
ヤブニッケイ、タブノキなどの照葉樹林のほか、ソテツ、シュロ、カイコウズなどの南方に多い植物が自生している。 
日本の南岸を流れる黒潮（暖流）の影響を受けるため、ソラスズメダイやツノダシ、クマノミ、オヤビッチャなどの温かい海に生息する魚や、キクメイシ、ニホンアワサンゴ、エダミドリイシ、イボサンゴ、トゲイボサンゴなどの日本における北限域のサンゴが生息している。
島内には沖ノ島宇賀大明神社が鎮座しており、無人灯台や地下壕などがある。

## 沖ノ島宇賀大明神社
沖ノ島宇賀大明神社（おきのしまうがだいみょうじんじゃ）は、千葉県館山市富士見沖ノ島内にある神社である。
1096年（嘉保3年）の建立とされており、倉稲魂命（うかのみたま）を御祭神としている。
付近には高さ18メートルにもおよぶ推定樹齢300年のご神木としてタブノキがそびえている。

## 沖ノ島海水浴場
沖ノ島海水浴場（おきのしまかいすいよくじょう）は、陸から島まで続く砂浜に位置する海水浴場である。
環境省が実施している海水浴場水質調査で、毎年「Aランク」以上と認定されるほど水質が綺麗であり多くの海水浴客で賑う。
北の入り江と岩礁では、素潜りやシュノーケリングによるサンゴの観察やビーチコーミングなどが行われる。
裏の浜（西の浜）と称される島の裏側は潮の流れが速く、波が押し寄せることもあるので遊泳には不向きであるが、貝殻やシーグラスが多く集まるので磯遊び向けである。
2017年（平成29年）より海水浴場開設期間中の沖ノ島観光客に対し、「沖ノ島環境保全協力金」への協力を募り、環境美化活動等に活用されている。
- ビーチ：長さ約150メートル / 奥行き約50メートル
- 仮設トイレ：2箇所
- 海の家：あり

## 令和元年房総半島台風による被害
2019年9月に発生した令和元年房総半島台風（台風15号）は千葉県を中心に大きな被害を与えた。この台風によって沖ノ島では島内の樹木が倒れ、宇賀大明神社の神木や鳥居も倒れるなどの被害を受けた。島内は倒木のために立ち入り禁止となった。この被害は、ガイドやツアーのキャンセルが続出するなど、南房総全体の観光業にも打撃を与えた。
館山市役所による台風の復旧作業は、市街地の復旧を優先させる事情により、島の復旧計画策定や復旧作業は10月に入っても進まなかった。その中で復旧作業として、10月5日にNPO法人「たてやま・海辺の鑑定団」はゴミや倒木を回収し、10月19日には東京都港区の山脇学園中学校から寄付を受けた。同NPOは、台風被害の復旧には数十年単位の長い時間が必要であり、市と連携しながら長期的な再生計画を立てたいと語っている。

## アクセス

### 公共交通機関
- 館山駅（JR内房線）東口から
  - 館山日東バス「館山航空隊行」乗車、終点下車 徒歩約25分
  - JRバス関東「洲崎方面行」乗車、「宮城（みやぎ）」下車 徒歩約30分
  - 館山駅にてレンタサイクルあり

### 自動車
- 富浦インターチェンジ（富津館山道路）から約11キロメートル
- 無料駐車場約500台